# Make It Pop
Make It Pop é uma série de televisão Canadense de comédia musical inspirada em K-pop com formato de telenovela que atualmente é exibida pela Nickelodeon nos Estados Unidos e Brasil, e na YTV no Canadá. A série estreou na Nickelodeon em 26 de março de 2015 e em 19 de outubro de 2015 na Nickelodeon Brasil, e estreou na YTV até 9 de setembro de 2015.
Seu primeiro episódio foi ao ar em 6 de abril de 2015, nos Estados Unidos pela Nickelodeon. No Canadá, estreou em 9 de setembro de 2015, pela YTV, e no Brasil em 19 de outubro de 2015 pela Nickelodeon Brasil. A primeira temporada contem 20 episódios, e em 1 de maio de 2015, Make It Pop foi renovada para uma segunda temporada, esta estreou em 4 de janeiro de 2016.

## Enredo
Make It Pop segue três garotas no colégio interno Mackendrick Prep, Sendo elas: Estrela das redes sociais Sun Hi Song, A Fashionista Jodi Mappa, e a mais inteligente Corki Chang, elas com a ajuda de seu amigo DJ Caleb Davis, formam uma banda inspirada por K-Pop chamada XO-IQ, e encontram música, confusões, amor, e amizade.

## Elenco
| Ator/Atriz          | Personagem     | Dublador                     |
| ------------------- | -------------- | ---------------------------- |
| Megan Lee           | Sun Hi Song    | Gaya Gregório                |
| Louriza Tronco      | Jodi Mappa     | Rebecca Zadra                |
| Erika Tham          | Corki Chang    | Letícia Celini               |
| Dale Whibley        | Caleb Davis    | Heitor Assali                |
| John-Alan Slachta   | Jared Anderson | Raphael Ferreira             |
| Taveeta Szymanowicz | Valerie        | Tarsila Amorim               |
| Matt Baram          | Melwood Stark  | Nestor Chiesse               |
| Karen Holness       | Belinda Diona  | Isabel de Sá                 |
| Vinson Tan          | Linc Harrison  |                              |
| Mickeey Nguyen      | Alex Phan      |                              |
| Direção de Dublagem | -              | Robson KumodeUlisses Bezerra |
| Estudio de Dublagem | -              | Unidub                       |

## Exibição
| Temporada | Temporada         | Episodios         | Exibição Original     | Exibição Original     | Exibição no Brasil     | Exibição no Brasil     | Exibição em Portugal | Exibição em Portugal |
| Temporada | Temporada         | Episodios         | Estreia               | Final                 | Estreia                | Final                  | Estreia              | Final                |
| --------- | ----------------- | ----------------- | --------------------- | --------------------- | ---------------------- | ---------------------- | -------------------- | -------------------- |
|           | 1                 | 20                | 26 de março de 2015   | 1 de maio de 2015     | 19 de outubro de 2015  | 19 de novembro de 2015 | TBA                  | TBA                  |
|           | Especial de Natal | Especial de Natal | 5 de dezembro de 2015 | 5 de dezembro de 2015 | 22 de dezembro de 2015 | 22 de dezembro de 2015 | TBA                  | TBA                  |
|           | 2                 | 20                | 4 de janeiro de 2016  | 29 de janeiro de 2016 | 4 de abril de 2016     | 29 de abril de 2016    | TBA                  | TBA                  |
|           | Especial de Verão | Especial de Verão | 20 de agosto de 2016  | 20 de agosto de 2016  | 5 de janeiro de 2017   | 5 de janeiro de 2017   | TBA                  | TBA                  |

## Músicas
XO-IQ é a banda formada que foi na série por Caleb Davis, Sun Hi Song, Jodi Mappa, e Corki Chang. Vocais para as canções da banda foram gravadas por Megan Lee, Louriza Tronco, e Erika Tham em Toronto.
A banda fez sua primeira aparição ao vivo na pré-festa para o Nickelodeon Kids’ Choice Awards 2015 em Los Angeles,  onde eles foram introduzidos no evento por Nick Cannon. A banda, cantou na YTV Summer Beach Bash 2015.

### Soundtracks
Make It Pop, Vol. 1
1. Light It Up – 3:38
2. Do It - 3:10
3. Now I Am Here (Superstar Mix) - 3:20
4. Party Tonight – 3:16
5. Make It Pop - 3:09
6. Spotlightz - 2:46
7. Get It Right - 3:00
8. Skillz - 2:40
9. My Girls - 3:28
10. United (Who We Are) - 2:20

Make It Pop, Vol. 2
1. Luv Em Boys – 2:20
2. How I'm Made - 2:34
3. Girls @ - 2:50
4. Do You Know My Name - 3:38
5. Friday Night - 3:53
6. What Love Is About - 3:00
7. Party Tonight - Remix - 3:48
8. Let's Make a Change - 3:04
9. The Rules - 3:23
10. My Girls - Dr. R Remix - 3:28

Make It Pop, Vol. 3
1. Looking for Love - 3:32
2. What Love is About - DaCapo Remix - 3:54
3. Superstar - 3:41
4. Skillz - Flange Squad Remix - 2:43
5. The Rules - Dr. R Remix - 3:18
6. Now I Am Here - Fashion Mix - 3:23
7. Do It - Flange Squad Remix - 3:02
8. Spotlightz Dr. R Remix - 2:56
9. Get It Right - The CP Remix - 2:46
10. Friday Night - St-Thomas Random Remix - 3:35

Make It Pop, Vol. 4
1. United (Who We Are) [Flannge Squad Remix] - 2:26
2. Luv Em Boys (Luv Em Girls Mix) [feat. John-Alan Slachta] - 3:15
3. Superstar (St-Thomas Random Remix) - 3:44
4. How I'm Made (Flange Squad Remix) - 2:39
5. Let's Make a Change (Shebrock Remix) - 3:00
6. Do You Know My Name (Jodi & Corki Reprise) - 3:40
7. Looking For Love (Flange Squad Remix) - 3:33
8. Girls @ (St-Thomas Random Remix) - 2:43
9. Light It Up (Flange Squad Remix) - 3:37
10. Make It Pop (St-Thomas Random Remix) - 3:00

1. ↑  Palmeri, Christopher (2 de abril de 2015). «Nickelodeon Bets on K-pop to Revive Ratings». Bloomberg Business. Bloomberg L.P. Consultado em 12 de abril de 2015